# Goryczka wiosenna

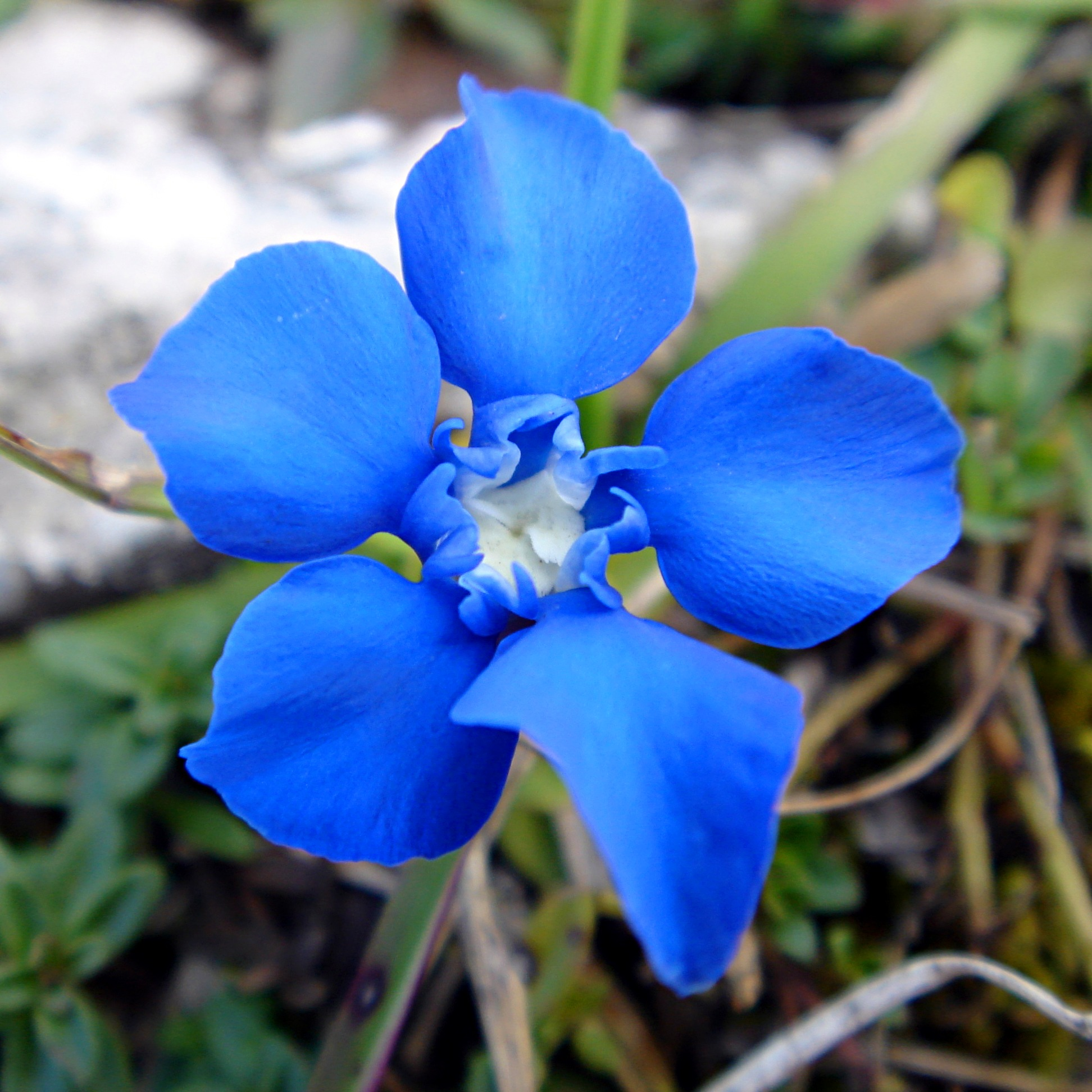
Kwiat

Goryczka wiosenna (Gentiana verna L.) – gatunek rośliny należący do rodziny goryczkowatych.

## Rozmieszczenie geograficzne
Występuje w środkowej i południowej części Europy, od Pirenejów po Bałkan, na północy sięgając do Anglii. Poza tym w Afryce Północnej (Maroko) oraz w Azji Zachodniej po Kaukaz. Na wschodzie sięga po wschodnią Syberię i Mongolię. Bardzo pospolita m.in. na Słowacji, gdzie występuje we wszystkich wapiennych masywach Karpat.
W Polsce rośnie w Tatrach, Pieninach oraz na Spiszu (pomiędzy Kacwinem i Łapszami Niżnymi). Występuje też we wschodnich Sudetach, ale jest tam bardzo rzadka. Środkowo- i południowoeuropejska roślina górska.

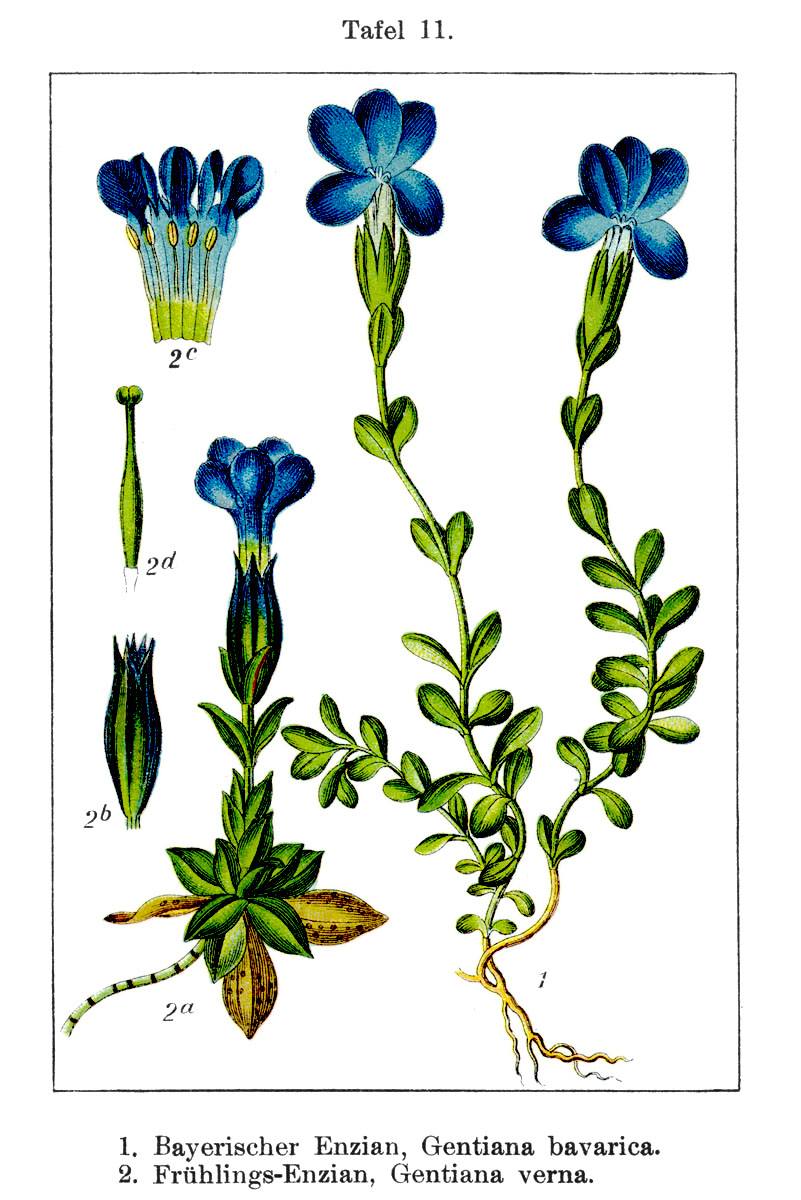
Morfologia

## Morfologia
ŁodygaNiska, czterokanciasta, do kilkunastu cm wysokości. Pod ziemią roślina posiada kłącze wytwarzające rozłogi.
LiścieSkórzaste, lśniące, zebrane w rozetę przy samej ziemi. Są one eliptyczne lub jajowate, z zaostrzonymi końcami, o długości do 3 cm i szerokości 8 mm. Oprócz nich posiada wyrastające naprzeciwlegle liście łodygowe w 1–3 okółkach. Są one mniejsze i węższe. Ostatni okółek rośnie bezpośrednio pod nasadą kielicha kwiatowego.
KwiatyKolor kwiatów intensywnie lazurowoszafirowy – bardzo charakterystyczny. Kwiat na szczycie łodygi, pojedynczy o długości do 2 cm. Kielich zrosłodziałkowy, rurkowaty, o 5 ząbkach i 5 oskrzydlonych krawędziach. Długość rurki: 15–30 mm. Obok płatków korony występuje jeszcze przykoronek złożony z drobnych, białoniebieskich płatków przy nasadzie właściwych płatków. Szyjka słupka o butelkowatym, wydłużonym kształcie z białym, kolistym znamieniem. Pręcików 5, o nitkach przyrośniętych do dolnej części rurki kwiatu.
OwocDwudzielna torebka z drobnymi i drobnobrodawkowanymi  nasionami bez skrzydełek.

## Biologia i ekologia
RozwójBylina, entomofil, anemochor. Kwitnie od maja do lipca, czasami, gdy jesień jest ciepła i słoneczna, zakwita powtórnie. Na noc, w czasie deszczu i wiatru oraz gdy temperatura spadnie poniżej 10 °C jej kwiaty zamykają się.
SiedliskoRośnie w górach, na podłożu wapiennym na halach, łąkach, skalnych upłazach, polanach. Jej zasięg pionowy wynosi od 800 do ok. 2100 m n.p.m. W Tatrach najwyższym miejscem gdzie rośnie jest Krzesanica w Czerwonych Wierchach (2123 m n.p.m.).
FitosocjologiaGatunek charakterystyczny dla klasy (Cl.) Seslerietea variae.

## Zagrożenia i ochrona
W Polsce i na Słowacji jest gatunkiem chronionym. W Polsce większość jej stanowisk znajduje się na obszarze Tatrzańskiego Parku Narodowego, gdzie jest dobrze chroniona. Zagrożone są niektóre jej stanowiska na Spiszu i Gubałówce w wyniku różnych form użytkowania polan, na których występuje.